# Années 2090
Les années 2090 commenceront le dimanche 1er janvier 2090 et se termineront le jeudi 31 décembre 2099.